# Gambarogno
Gambarogno est une commune suisse du canton du Tessin, située dans le district de Locarno.

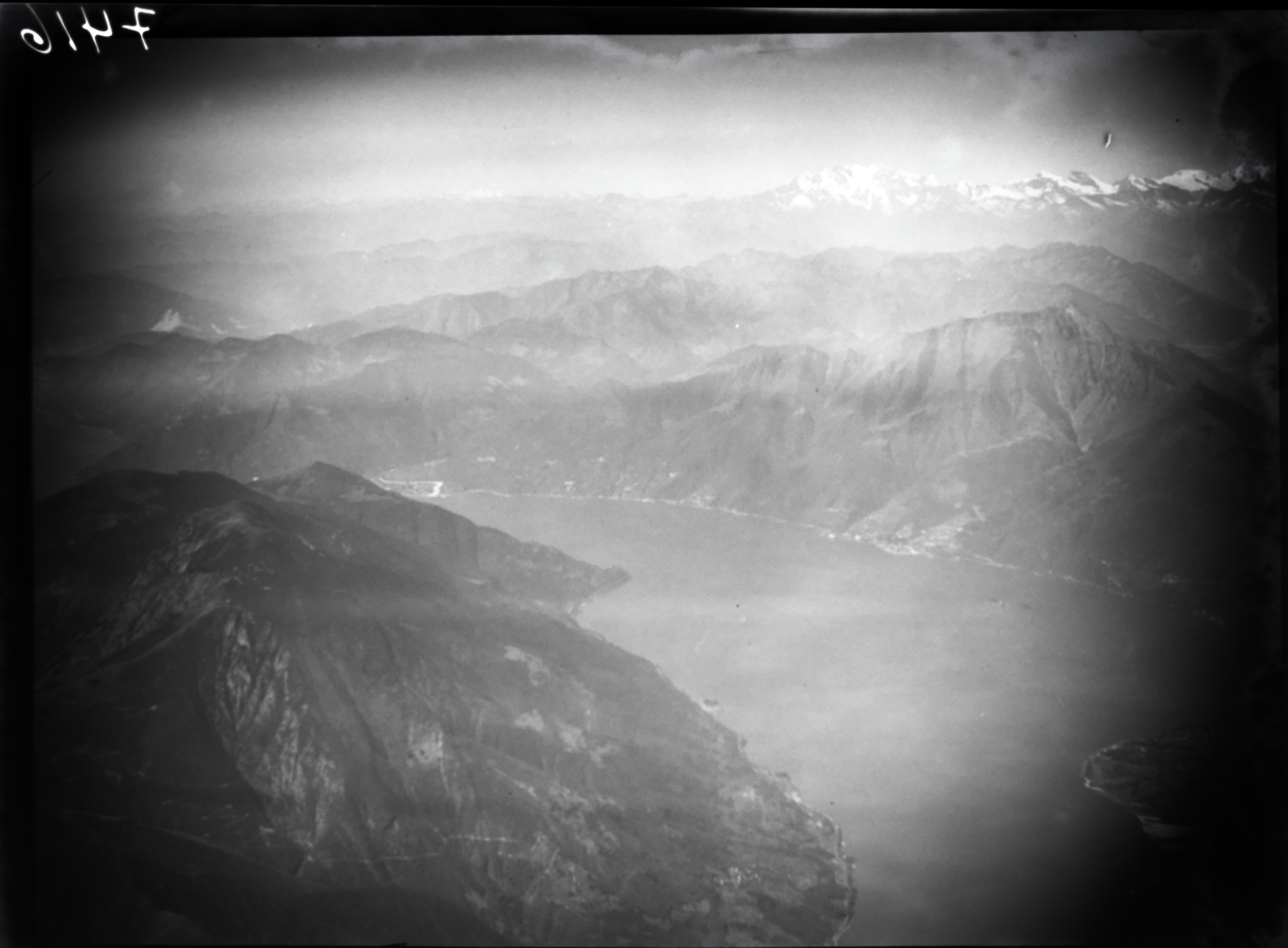
Photo aérienne prise par Walter Mittelholzer (1933).

## Histoire
La commune est née de la fusion des communes de Caviano, de Contone, de Gerra, d'Indemini, de Magadino, de Piazzogna, de San Nazzaro, de Sant'Abbondio et de Vira. La fusion est effective depuis le 25 avril 2010. 